# Schulthess Maschinen
Die Schulthess Maschinen AG ist ein Schweizer Unternehmen, das seit 1845 in der Waschtechnik tätig ist. Der Hauptsitz ist in Cham im Kanton Zug. 

## Tätigkeitsgebiet
Die Kernaktivitäten der Schulthess Maschinen AG sind die Entwicklung, die Herstellung und der Vertrieb von Maschinen, Anlagen und Systemlösungen für private, gewerbliche und industrielle Kunden. Entwickelt und produziert wird in Wolfhausen ZH. Der Fokus liegt auf Waschmaschinen, Wäschetrocknern und automatischen Dosieranlangen, zudem plant und entwickelt Schulthess Lösungen für professionelle Wäschereien. Das Unternehmen ist im nationalen sowie internationalen Verkauf tätig.

## Geschichte
Das Unternehmen wurde 1845 als Spenglerei Kaspar Schulthess in Zürich gegründet. 1868 erwarb sein Sohn Adolf Schulthess das Geschäft käuflich von ihm und das Unternehmen wurde zu Ad. Schulthess & Co. umbenannt. Die Tätigkeit wurde in den Jahren nach dem Deutsch-Französischen Krieg auf Holz- und Zementbau erweitert. 1890 wurde die Ornamentfabrik Künzli & Co. übernommen und integriert. 1904 produzierte Schulthess ihre erste Waschgeräte, 1907/08 die ersten Wäsche-Zentrifugen. Im Sommer 1917 verlegte das Unternehmen seinen Sitz und die Fabrikation von Zürich Riessbach nach Wolfhausen ZH. 1922 bekam Schulthess den Auftrag, das kantonale Wehrmänner-Denkmal zu erstellen. 
1949 wurde die erste Maschine mit einer Lochkartensteuerung auf den Markt gebracht. 1951 stellte das Unternehmen seine ersten Haushaltwaschautomaten her. 1968 eröffnete es in Wien den ersten Standort ausserhalb der Schweiz. 1978 lancierte Schulthess ihren ersten Waschautomaten mit Mikroprozessorsteuerung.
Mit dem 1988 durchgeführten Management-Buy-out trennte sich die bisherige Familienaktionärsgruppe vom Unternehmen. Gleichzeitig wurden die Maschinenfabrik Schulthess AG, die Querop Handels AG und die Hildebrand AG zur Schulthess-Gruppe zusammengeführt. Letztere wurde 1995 wieder ausgegliedert.
1991 übernahm das Unternehmen den Bereich Waschmaschinen der Merker AG in Baden.
1997 gab sich die Unternehmensgruppe unter dem Dach der Schulthess Group AG eine Holdingstruktur und ging 1998 an die Börse.
Im Jahr 2000 wurde die Alpha-Innotec GmbH in Kasendorf sowie die Calmotherm AG in Altishofen übernommen.
Im April 2011 unterbreitete der schwedische Konkurrent NIBE ein freiwilliges öffentliches Kaufangebot für alle sich im Publikum befindenden Namenaktien der Schulthess Group. Nach erfolgreichem Abschluss des Übernahmeangebots wurde das Unternehmen im September 2011 an der Börse dekotiert. 
2018 wurde die Ferrum Waschtechnik AG von Schulthess übernommen. 2019 erfolgte die Übernahme der Wolf Laundry Ltd. in Grossbritannien. 
Im Mai 2019 veräusserte die NIBE Gruppe die Schulthess Maschinen AG und wurde gleichzeitig Mehrheitsaktionärin (bis mindestens Mitte 2022 zu 51 Prozent) in einer neuen Eigentümerstruktur, zusammen mit Credit Suisse Entrepreneur Capital AG, Helvetica Capital AG und ihrer Schweizer Unternehmer-Investoren-Plattform sowie mit Thomas Marder, CEO, und Martin Keller, CFO der Schulthess Maschinen AG.
2020 übernahm das Unternehmen die Permatech AG, die automatisierte Dosiersysteme herstellt. 2021 kaufte es das Unternehmen Brewer & Bunny in Grossbritannien auf.
Im Sommer 2022 übernahm Schulthess die Mehrheit des Textilreinigungs- und Hygieneunternehmens Chemie AG in Worblaufen AG. Ende 2022 akquirierte die Schulthess-Tochter Wolf Laundry Ltd. den englischen Wäschereitechnik-Experten Pee Gee Ltd. 
2022 wurde der Hauptsitz von Schulthess Maschinen AG nach Cham ZG verlegt. Die Bereiche Innovation, Entwicklung, Einkauf und Fertigung wurden in die neu geschaffene Schulthess Produktion AG integriert, die ihren Sitz in Wolfhausen ZH beibehielt.

## Mitarbeitende
Schulthess beschäftigt mehr als 500 Mitarbeitende mit durchschnittlich 9,7 Dienstjahren. Der Frauenanteil beträgt 30 Prozent.

## Niederlassungen
Schulthess Maschinen AG hat neben dem Kundendienstzentrum in Wolfhausen ZH drei weitere Kundendienstzentren in Ittigen-Bern, Saint-Sulpice VD sowie Lamone TI. Zudem hat das Unternehmen zwei Niederlassungen in Bad Ragaz SG und Luzern sowie einen Standort in Wien. Die beiden Tochterunternehmen Brewer & Bunny und Wolf Laundry befinden sich in Südengland, Pee Gee Ltd. in Middlesbrough.

## Auszeichnungen und Innovationen
Die Spirit-Modelle von Schulthess wurden 2016 mit dem Designpreis Red Dot Design Award ausgezeichnet. Denselben Preis erhielten 2021 die  proLine-Maschinen, die auch unter dem Namen «The Game Changer» bekannt sind. Zudem erhielt das Unternehmen 2021 das Zertifikat «Great Place to Work» für die guten Arbeitsbedingungen. 
Schulthess entwickelte 2022 die digitale Waschplattform washMaster für Gemeinschaftswaschküchen und vereinte 2021 ihre Angebote im Schulthess-One-stop-Shop, der für den gesamten Zyklus von der verschmutzten bis zur hygienisch sauberen Wäsche Produkte und Dienstleistungen beinhaltet.
Schulthess Maschinen AG verfolgt mit ihrer Nachhaltigkeitsstrategie «Go clean. Go green.» das Ziel, bis 2030 klimaneutral zu produzieren. Das Unternehmen hat sich zu messbaren Umweltschutzmassnahmen verpflichtet (ISO-Zertifizierung 14001).